# Заїнська ТЕС
Заїнська ТЕС — теплова електростанція у Татарстані.
У 1963—1972 роках на майданчику станції стали до ладу дванадцять однотипних енергоблоків потужністю по 200 МВт, кожен з яких мав паровий котел Подольського котельного заводу типу ПК-47 продуктивністю по 640 тонн пари на годину, парову турбіну Ленінградського металічного заводу К-200-130 та генератор харківського заводу «Електроважмаш» типу ТГВ-200.
1 січня 1979-го сталась аварія генератора блоку № 3, яка призвела до вибуху, пожежі та руйнації ротора генератора. Втім, після ремонту блок повернули до роботи.
У 2009-му блок № 1 вивели з експлуатації.
У першій половині 2020-х узялись за проєкт спорудження на станції парогазового блоку комбінованого циклу потужністю 850 МВт, в якому одна газова турбіна потужністю 571 МВт мала живити через котел-утилізатор одну парову турбіну з показником 279 МВт. Втім, цей проєкт забуксував унаслідок російського вторгнення в Україну, оскільки через запроваджені санкції компанія General Electric відмовилась постачати газову турбіну. Як наслідок, власник станції компанія «Татэнерго» звернулась до регуляторного органу з проханням подовжити термін експлуатації чотирьох старих блоків, які мали вивести з експлуатації з 1 січня 2024-го.
Станція споруджена з розрахунку на використання природного газу, який спершу надійшов до Заїнська по трубопроводу Міннібаєво – Іжевськ. У першій половині 1970-х ввели в дію газопровід Оренбург – Заїнськ.
Для видалення продуктів згоряння спорудили чотири труби — по одній висотою 120 та 150 метрів і дві заввишки 250 метрів. У першій половині 2020-х провели демонтаж труби № 1 висотою 120 метрів.
Воду для технологічних потреб отримують із Заїнського водосховища на річці Зай.
Видача продукції відбувається по ЛЕП, що працюють під напругою 500 кВ, 220 кВ та 110 кВ.